# Lhasa
Lhasa, principalul oraș al Tibetului, este situată în centrul Podișului Tibet, la altitudinea de 3.650 m. În 2005, număra 129 000 de locuitori. 
Până la jumătatea secolului al XX-lea, Lhasa a fost capitala unui stat independent, iar în prezent este centrul administrativ al unei regiuni autonome din China. Cine pornește cu autobuzul către Lhasa, din orașul chinez Golmud, este sfătuit să achiziționeze o butelie cu oxigen într-unul dintre magazinele locale, deoarece șoseaua depășește 5.000 m altitudine în trecătoarea Tanggula, unde se află punctul vamal prin care se pătrunde în Tibet. La Lhasa se poate ajunge și cu avionul, dar aeroportul se află la o distanță de 100 km de oraș. Capitala Tibetului este împărțită în două părți distincte: una tibetană, unde se găsesc cele mai interesante monumente, și una chineză, unde locul caselor tradiționale demolate a fost luat de blocurile de beton, ridicate pentru chinezii care se stabilesc în oraș.
Palatul lui Dalai Lama, „despre care a auzit o lume întreagă", este demn de faima de care se bucură. Localnicii îl numesc Buddha-La, adică „Muntele lui Buddha". Supușii lui Dalai Lama au ridicat pe o colină naturală impunătoare un palat plin de splendoare, care a devenit reședința zeului reîncarnat, în timpul ceremoniilor diverse, acesta contempla mulțimile de credincioși care urcau prin vale, pentru a se înclina la poalele colinei sacre. Două alei minunate conduc din Lhasa către Muntele lui Buddha. „Zilnic, aici pot fi întâlniți pelerini veniți de departe, care rostesc rugăciuni budiste, precum și călugări minunat înveșmântați, călare pe cai bogat împodobiți și care aparțin curții lui Dalai Lama". în 1846, autorul acestor cuvinte, misionarul francez Abbe Huc, a fost martorul unei ceremonii organizate la picioarele palatului Potala din Lhasa, în stil tibetan autentic. Tradiția statului teocratic, în cadrul căruia ritualurile religioase erau omniprezente, a continuat până în 1959. Unul dintre ultimii observatori ai acestui Tibet a fost scriitorul austriac Heinrich Harrer, în anii '50 ai secolului trecut.
Potala în sine este unul dintre cele mai remarcabile edificii din lume. Are aproximativ 400 m lungime, aproape 117 m înălțime, iar suprafața sa este de 130.000 m2. Clădirea a fost finalizată în anul 1694, deși „regele-zeu" se mutase din mănăstirea Drepung în noua reședință din capitala Tibetului, în 1649. Palatul a fost construit din piatră, lemn și mortar. Se sprijină pe 15.000 de coloane, iar în componența sa intră Palatul Alb, cu 11 etaje, și Palatul Roșu, cu 13 etaje. în acest autentic labirint de coridoare și de încăperi există dependințe pentru servitori, capele, săli imense, locuințe, tezaure și cămări. La ultimele etaje ale Palatului Roșu, înconjurat din patru părți de Palatul Alb, se află încăperile diverșilor Dalai Lama care au condus Tibetul până în 1959.

Lhasa
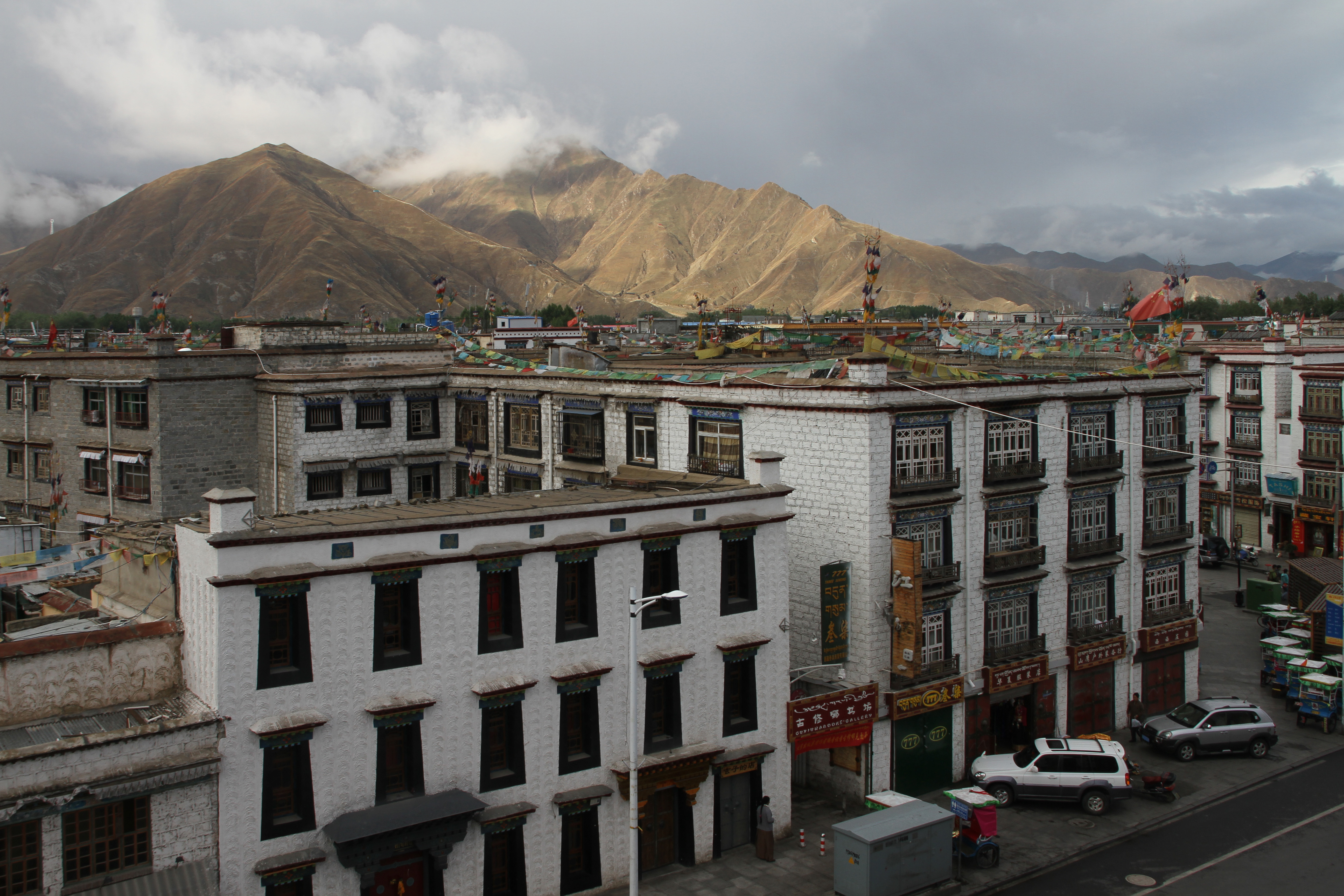
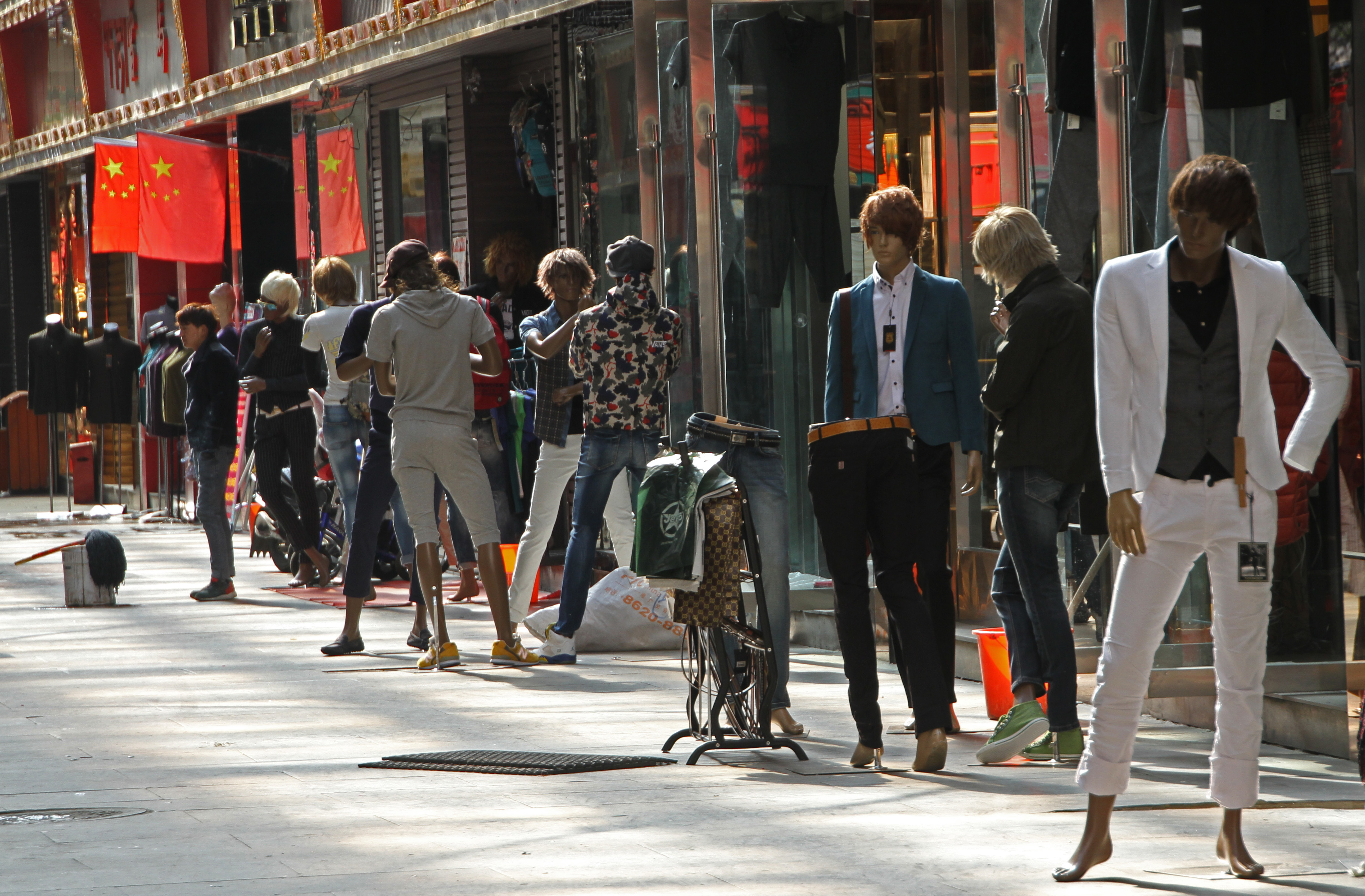
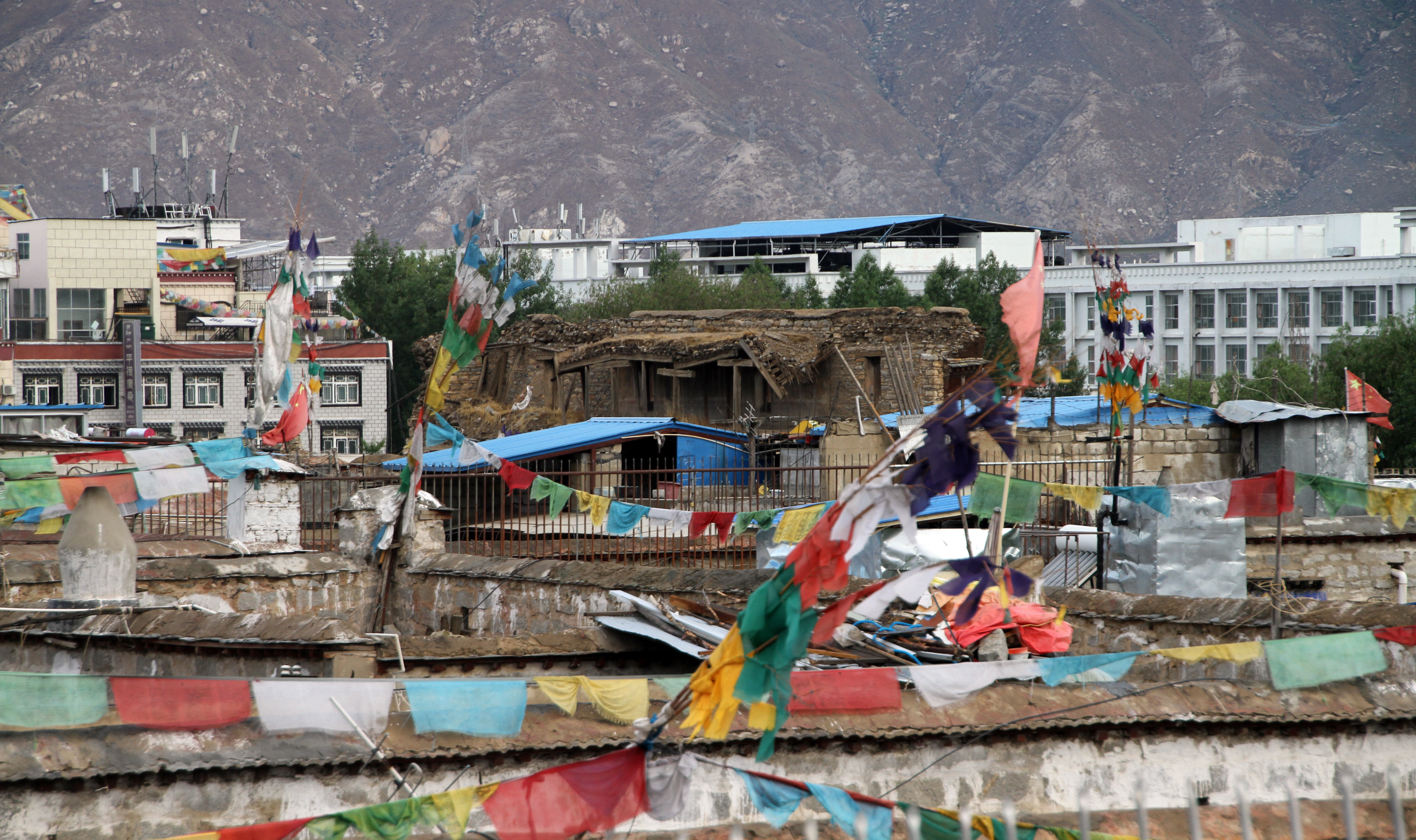
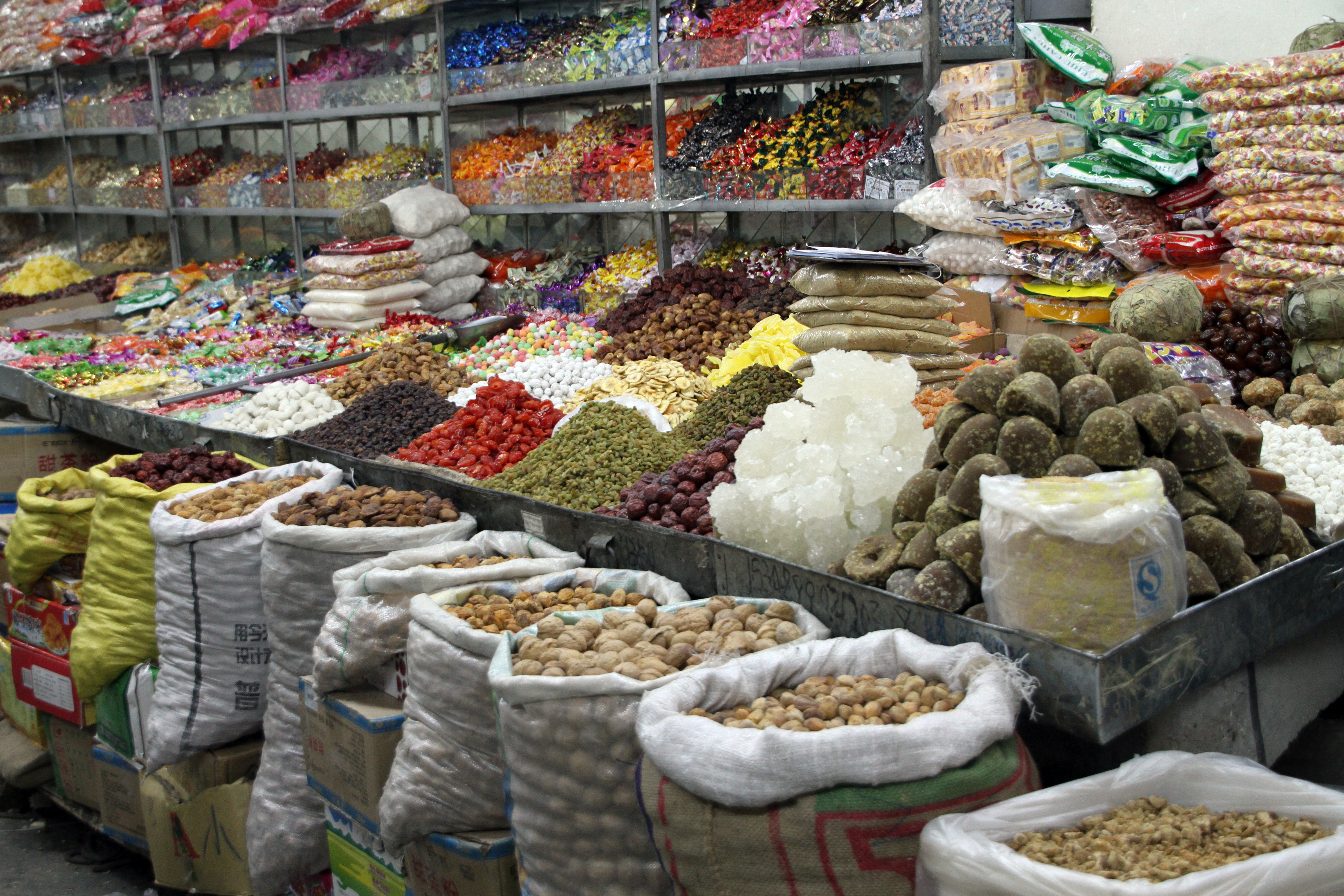
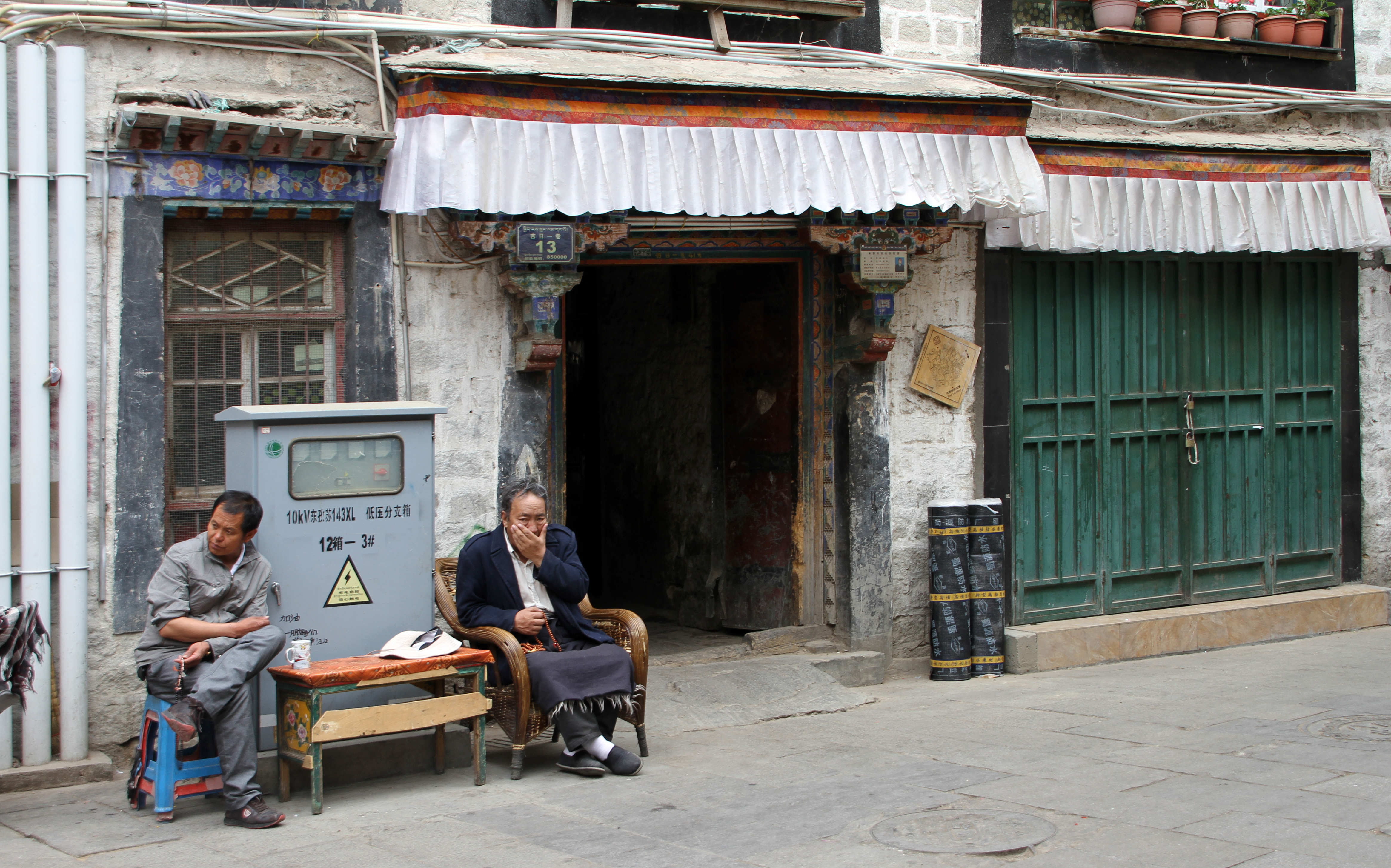
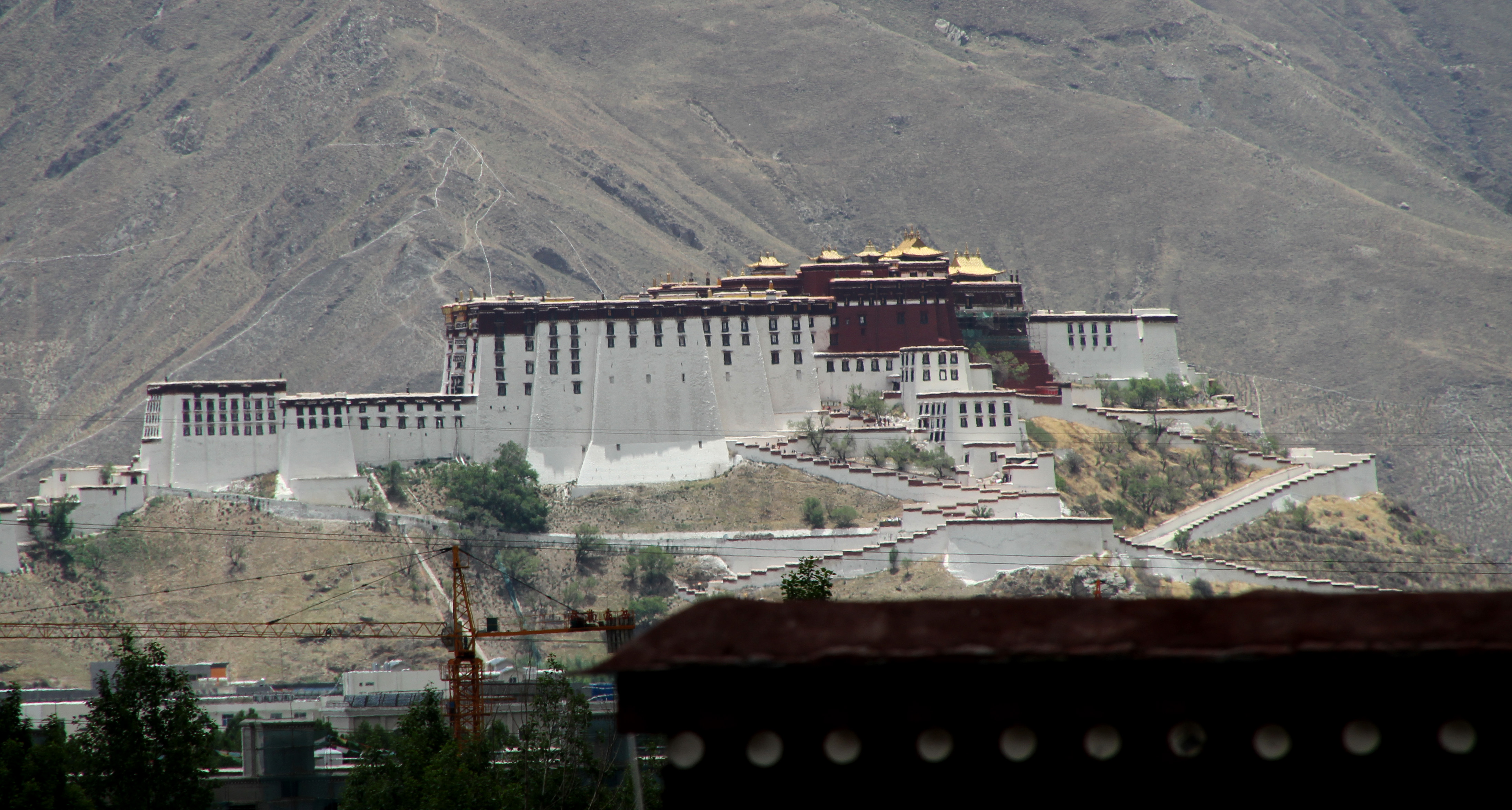
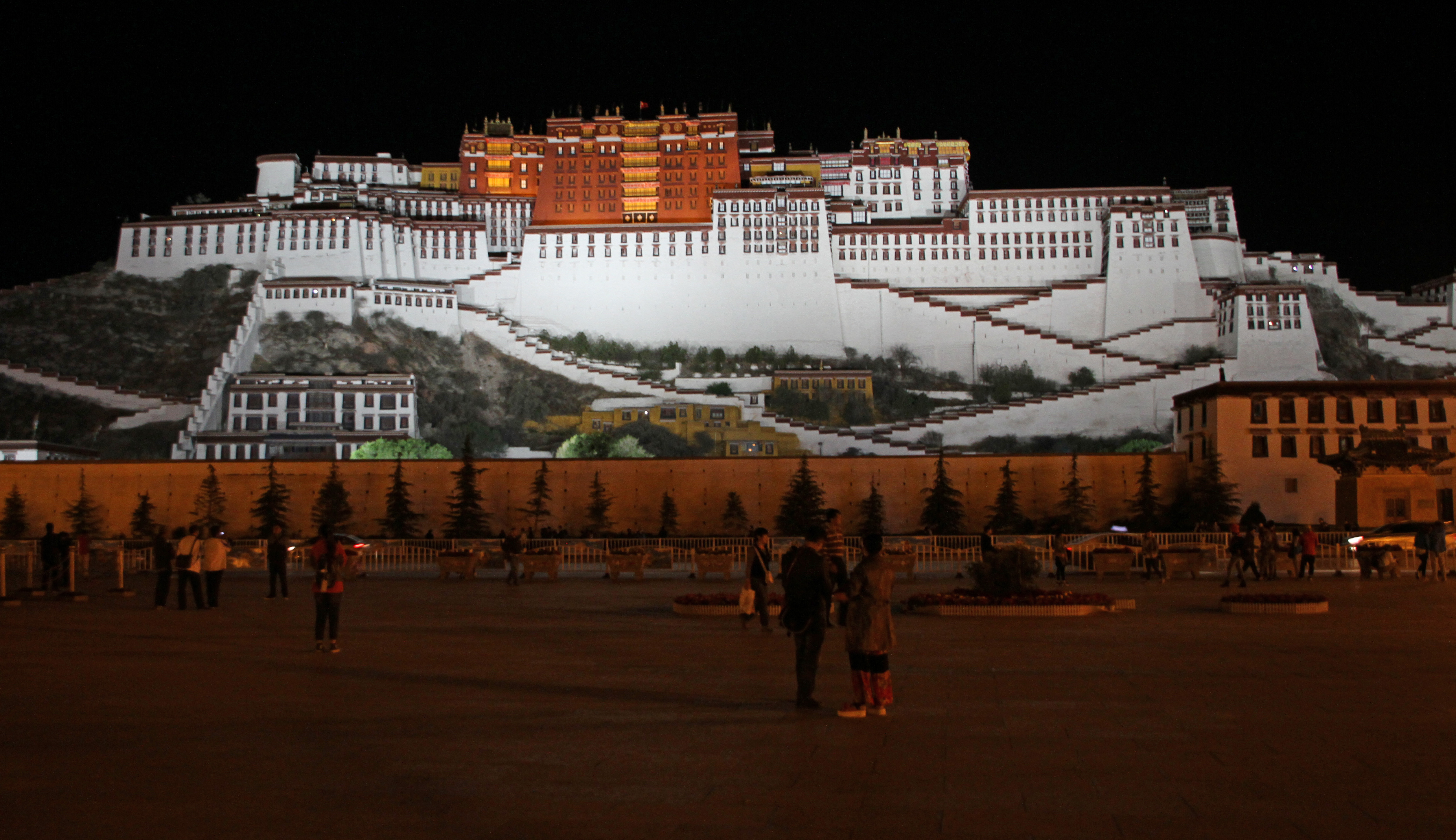